# 交響曲第11番 (ショスタコーヴィチ)
交響曲第11番 ト短調『1905年』作品103は、ドミートリイ・ショスタコーヴィチが作曲した11番目の交響曲である。

## 概要
作曲者が時代的にも社会的にも激動期を生き抜いた51歳の時の1957年に作曲された標題交響曲である。
各楽章には表題が付けられており、交響曲と言うよりは交響詩的な印象を与える。栄華を極めたロマノフ王朝に請願するためペテルブルク宮殿に向かって行進する無防備の民衆に対して軍隊が発砲し、千人以上を射殺した、いわゆる「血の日曜日事件」（1905年）を題材としているが、作曲当時のハンガリー動乱との関連も指摘される。この交響曲は、映画音楽を数多く手がけたショスタコーヴィチの得意とする標題音楽で、革命歌や自作合唱曲の引用が多い。西側では長らくプロパガンダ音楽であるとして評価されていなかったが、ソビエト連邦の崩壊後は歴史を描写した作品として扱われるようになり、演奏回数が増加している。
1958年、ショスタコーヴィチはこの曲でレーニン賞を受賞している。

## 初演
1957年10月30日、モスクワのチャイコフスキー記念モスクワ音楽院大ホールにおいて、ナタン・ラフリン指揮、ソヴィエト国立交響楽団により行われた。西側での初演は1958年1月22日、ロンドン、ロイヤル・フェスティヴァル・ホールにおいてにサー・マルコム・サージェント指揮、BBC交響楽団により、アメリカ初演は1958年4月7日、ヒューストンにおいてレオポルド・ストコフスキー指揮ヒューストン交響楽団により行われた。
日本初演は1958年5月30日、日比谷公会堂にて上田仁指揮、東京交響楽団により行われた。

## 曲の構成
曲は4楽章構成であるが、各楽章は切れ目なく演奏され、また緩 - 急 - 緩 - 急の構成となっている。演奏時間は約60分。

### 第1楽章
Adagio 「宮殿前広場」　4/4拍子　ト短調
冬のペテルブルク王宮前が描かれる緩徐楽章。血に染まる金曜日（新暦では日曜日）の静かな、しかし不気味な予感を秘めた音楽で、帝政ロシアの重圧を思わせる。途中、革命歌「聞いてくれ！」"Слушай"が印象的に引用される。その後、「囚人」"Арестант"（別題「夜は暗い」"Ночь темна лови минуты"）の引用が低弦に出る。

### 第2楽章
Allegro 「1月9日」　6/8拍子　ト短調
低弦の蠢きに始まり、民衆の請願行進を描き出す。自作の無伴奏混声合唱曲「革命詩人による10の詩」（1951年、作品88）の第6曲「1月9日」が流用されている（「おぉ、皇帝われらが父よ」"Гой ты, царь наш батюшка" , 「帽子をぬごう」"Обнажите головы"）。中盤では、不吉なトランペットの合図とともに皇帝軍の一斉射撃が始まり、宮殿前には虐殺の光景が繰り広げられる。そして突如静まり返ると、チェレスタと弦楽器が民衆の死を映し出す。
セルゲイ・エイゼンシュテインが監督したサイレント映画『戦艦ポチョムキン』の一シーンであり、映画史上屈指の名シーンとして知られる『オデッサの階段』において伴奏音楽として使用された著名な楽章。

### 第3楽章
Adagio 「永遠の記憶」　4/4拍子　ト短調
犠牲者へのレクイエムというべきアダージョ。革命歌「君は犠牲になった」"Вы жертвою пали..."（日本では「同志は倒れぬ」の題で知られる）をヴィオラが歌う。中間部では革命歌「こんにちは、自由よ」"Здравствуй, свободы вольное слово"が引用され、復讐の呼び声のような力強い讃歌へと発展する。その後音楽は再び弱まり、冒頭のレクイエムへと回帰する。

### 第4楽章
Allegro non troppo 「警鐘」　2/4拍子　ロ短調 - ト短調
アレグロのロンド形式による楽章。金管による決然とした革命歌「圧政者らよ、激怒せよ」"Беснуйтесь, тираны"に始まり、やがて弦楽器による「ワルシャワ労働歌」"Варшавянка"が現れる。不屈の民衆の力を誇示するかのように圧倒的なクライマックスが築かれるが、イングリッシュホルンに悲しげなメロディが奏され、最後はチューブラーベルの乱打が帝政ロシアへの警鐘を示す。この楽章ではゲオルギー・スヴィリードフのオペレッタ「ともしび」から「雷鳴の夜はなぜつらい」も引用されている。

## 楽器編成
- 木管楽器

フルート3（うちピッコロ持ち替え1）、オーボエ3（うちイングリッシュホルン持ち替え1）、クラリネット3（うちバスクラリネット持ち替え1）、ファゴット3（うちコントラファゴット持ち替え1）
- 金管楽器

ホルン4、トランペット3、トロンボーン3、テューバ1
- 打楽器

ティンパニ、トライアングル、小太鼓、大太鼓、シンバル、タムタム、シロフォン、チューブラーベル
- その他

ハープ2-4、チェレスタ
- 弦楽器

第1ヴァイオリン、第2ヴァイオリン、ヴィオラ、チェロ、コントラバス